# گورستان دارتوت صیادی
قبرستان دارتوت صیادی مربوط به سده‌های متاخر دوران‌های تاریخی پس از اسلام است و در شهرستان گیلانغرب، بخش مرکزی، دهستان حومه، ۵۰۰ متری شمال غربی روستای دارتوت صیادی واقع شده و این اثر در تاریخ ۱۸ اسفند ۱۳۸۷ با شمارهٔ ثبت ۲۴۸۹۸ به‌عنوان یکی از آثار ملی ایران به ثبت رسیده است.